# Пастушья квакша
Пастушья квакша (лат. Hyla cinerea) — вид земноводных из семейства квакш.
Общая длина достигает 4—6 см. Наблюдается половой диморфизм — самки крупнее самцов. Голова почти треугольной формы. Глаза среднего размера. Туловище стройное. У самцов развит горловой мешок. На концах пальцев всех лапок присутствуют круглые присоски, на задних лапках также небольшие перепонки. Окраска спины травянисто-зелёная. Брюшная сторона светлая бежево-белая. Спинная и брюшная стороны разделены яркой, контрастной белой полосой, которая тянется от середины морды примерно до середины тела.
Любит влажные места, часто встречается по берегам водоёмов, на заболоченных участках. Ведёт как наземный, так и древесный образ жизни. Её можно обнаружить на ветвях деревьев и кустарников, под корой, а также в прибрежных зарослях травянистой растительности. Активна ночью. Питается насекомыми и мелкими членистоногими.
Спаривание происходит в марте амплексусом (самец схватывает самку сзади и вводит в её клоаку сперматофоры). Самка откладывает до 400 яиц. Личинки появляются через 4—14 суток. Метаморфоз длится до 2 месяцев. За сезон бывает несколько кладок.
Вид распространён в США от Мэриленда до Флориды, от Флориды и Техаса до Арканзаса, западного Теннеси и Иллинойса.

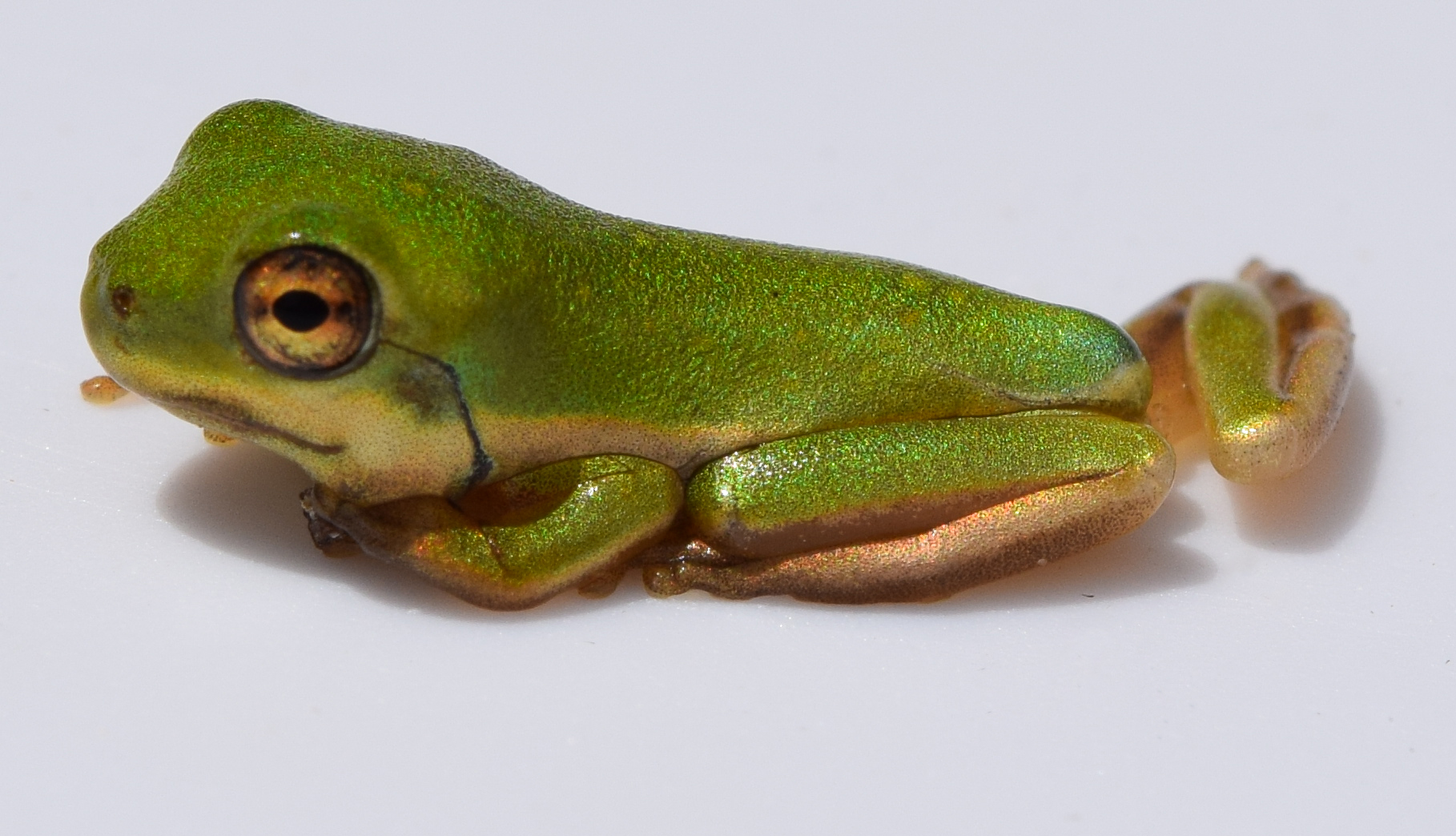
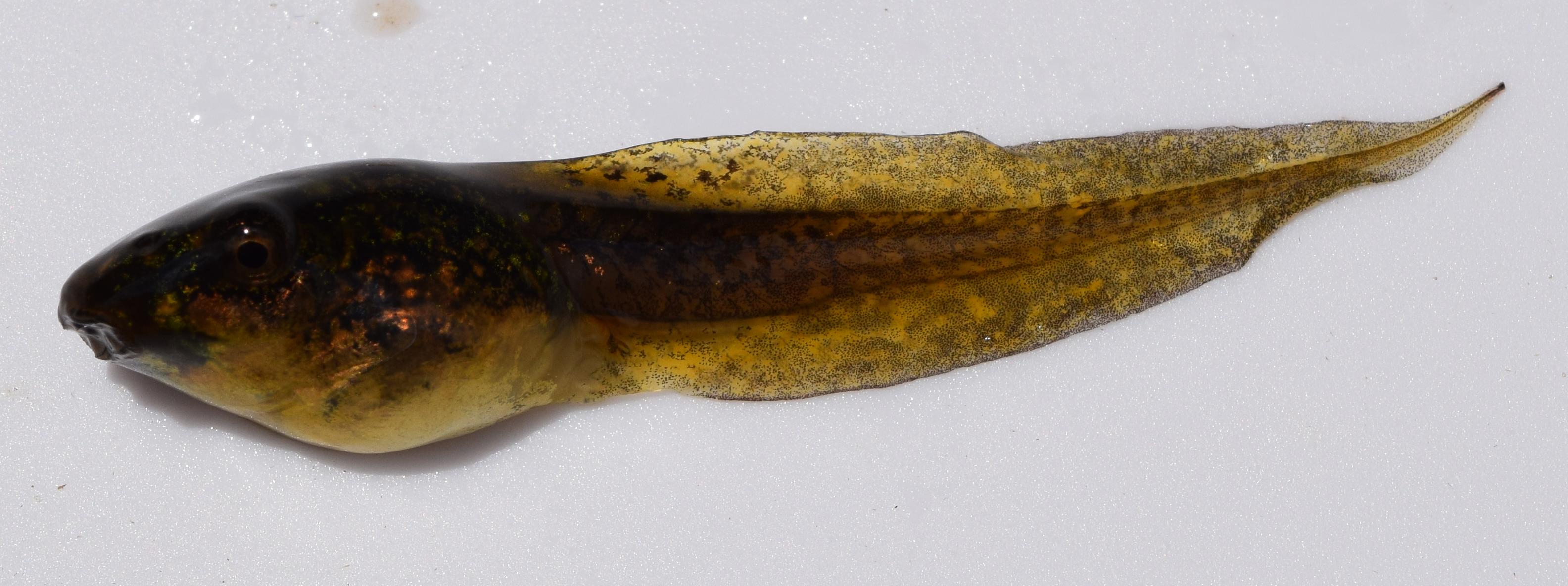
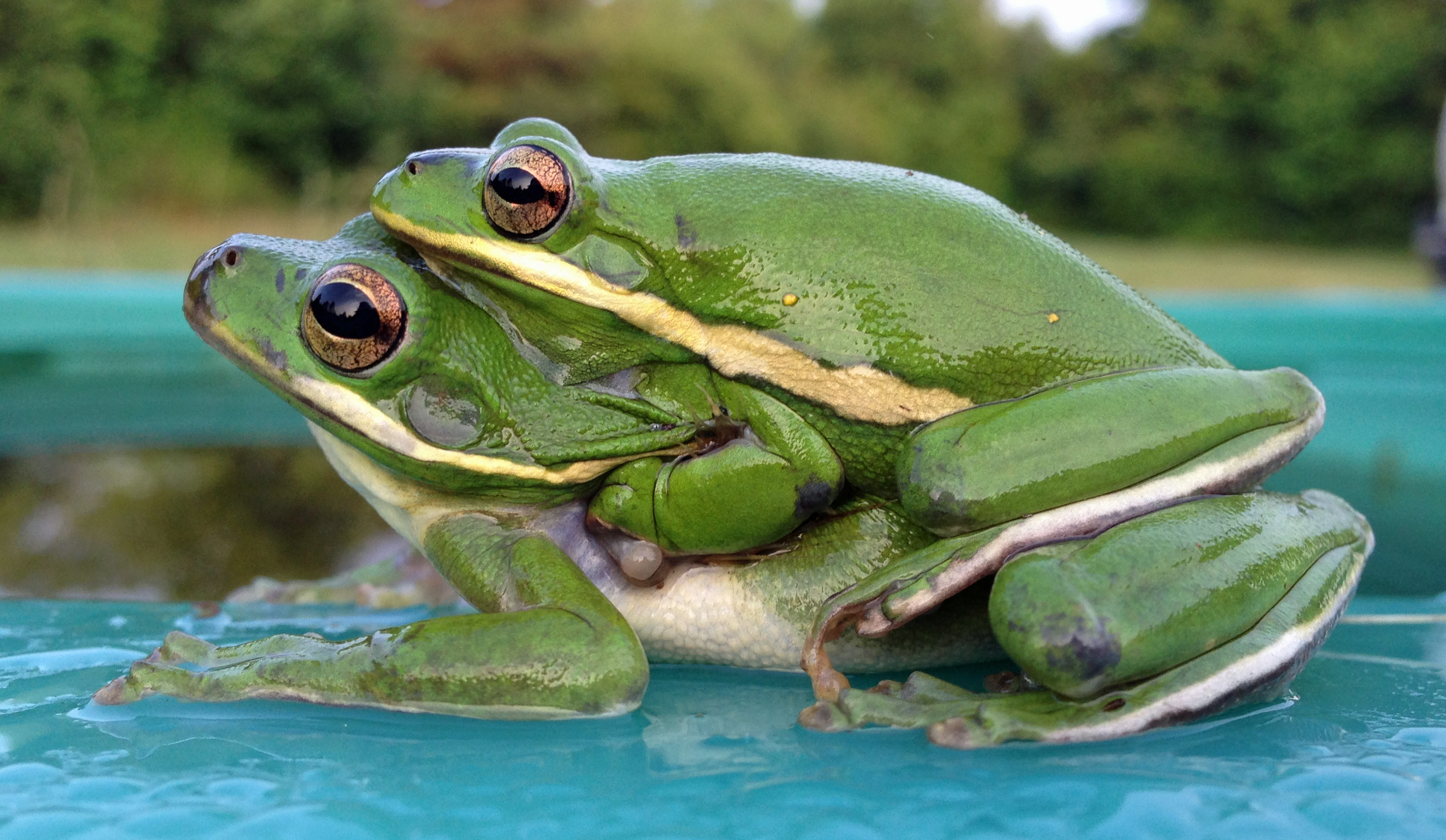